# Église Notre-Dame de Champagnac
L'église Notre-Dame est une église de style roman auvergnat située à Champagnac, dans le département français du Cantal en région Auvergne-Rhône-Alpes.

## Historique
L'église romane a été construite aux XIIe et XIIIe siècles et modifiée aux XVe et XVIe siècles.
Le chevet, la tour et le clocher font l'objet d'une inscription au titre des monuments historiques depuis le 1er juin 1927. Cette inscription est remplacée par une inscription portant sur la totalité de l'église par arrêté du 16 juillet 2019.

## Architecture

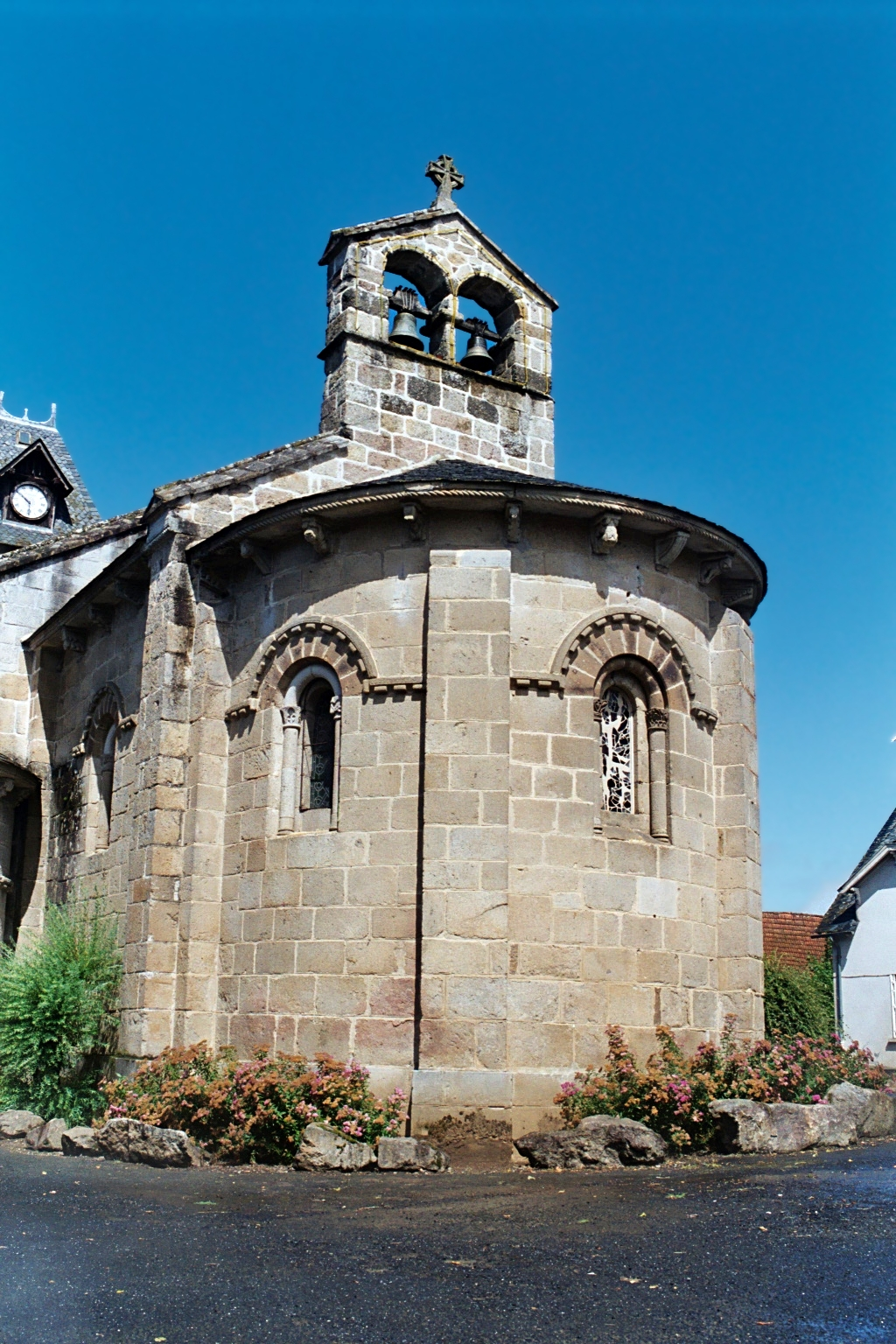
Le chevet.